# Situationalität
Die Situationalität ist ein Begriff aus der Textlinguistik. Nach Beaugrande/Dressler ist Situationalität eines von sieben Kriterien der Textualität. Sprachliche Äußerungen (seien sie mündlich oder schriftlich) werden vor dem Hintergrund der Intentionen und Interessen der Textproduzenten und -rezipienten formuliert. Um den relevanten Kontext zu erfassen, ist die Situation des Textproduzenten von der des Textrezipienten zu unterscheiden. Diese Kontexte setzen sich zusammen aus persönlichen, sozialen wie kulturellen Faktoren (z. B. außersprachliches Vorwissen, Erfahrung, Kulturgemeinschaft, soziale Gruppe usw.). 
Die Situationalität umfasst also die Gesamtheit der Faktoren (wie auch Zeit, Ort, Umstände usw.), die einen Text für eine aktuelle oder rekonstruierbare Kommunikationssituation relevant machen. 
Beispiele:
- Diglossie in der Schweiz (Standardsprache für offiziellen, formellen Rahmen, ansonsten Mundart)
- Abkürzungen, die kontextgebunden sind (z. B. Militär)